# Mariánské, trojiční a další světecké sloupy a pilíře v okrese Náchod
Mariánské, trojiční a další světecké sloupy a pilíře v okrese Náchod je jeden ze třinácti svazků, které se věnují tomuto tématu a které vyšly v letech 1997–2015. Autory tohoto svazku jsou Ivana Maxová, Vratislav Nejedlý a Pavel Zahradník. V publikaci je popsáno celkem padesát tři sloupů a pilířů. Publikace vyšla jako příloha časopisu Zprávy památkové péče, ročník 62.

## Obsah
1. Sloup se sochou Panny Marie (Immaculata), Dolní Adršpach
2. Socha Nejsvětější Trojice, Dolní Adršpach
3. Pilíř se sochou Panny Marie (Immaculata) u kostela svatého Prokopa, Bezděkov nad Metují
4. Pilíř se sochou Nejsvětější Trojice, Bohdašín
5. Pilíř se sochou sv. Jana Nepomuckého, Božanov
6. Pilíř se sochou Panny Marie (Immaculata) uprostřed obce Božanov
7. Sloup se sochou Panny Marie, Broumov
8. Sloup se sochou Panny Marie (Immaculata), Broumov - Rožmmitál
9. Sloup se sochou Panny Marie (Madona broumovská), Broumov - Velká Ves
10. Sloup se sochou Panny Marie (zaniklý), Broumov - Velká Ves
11. Sloup Nejsvětější Trojice, zvaný "Dušičkový", Broumov - Velká Ves
12. Sloup bez sochy světce, Broumov - Velká Ves
13. Sloup se sochou Panny Marie (Immaculata), Bukovice
14. Sloup se sochou Panny Marie (Immaculata) u kostela, Červený Kostelec
15. Pilíř se sochou svatého Jana Nepomuckého, Červený Kostelec - Lhota
16. Sloup se sochou Panny Marie (Immaculata), Česká Skalice
17. Sloup se sochou Panny Marie (Immaculata) u statku čp. 113, Hejtmánkovice
18. Pilíř se sousoším Nejsvětější Trojice a Korunováním Panny Marie, Hejtmánkovice
19. Sloup se sochou Panny Marie (Immaculata), zaniklý, Horní Dřevíč
20. Sloup se sochou Panny Marie (Madona), Horní Dřevíč
21. Pilíř se sochou svatého Jana Nepomuckého, v zahradě domu čp. 67, Horní Rybníky
22. Pilíř se sousoším Nejsvětější Trojice, Horní Rybníky
23. Sloup se sochou Panny Marie (Immaculata), Hronov
24. Pilíř se sochou Panny Marie (Immaculata) na náměstí, Jaroměř
25. Sloup s reliéfy, Jaroměř, Jakubské předměstí
26. Pilíř se sousoším Nejsvětější Trojice a Korunování Panny Marie, Jetřichov
27. Pilíř se sochou Panny Marie Bolestné, Machov
28. Pilíř se sousoším Nejsvětější Trojice a Korunování Panny Marie, Martínkovice
29. Pilíř se sochou Panny Marie (Immaculata), Martínkovice
30. Sloup se sousoším Čtrnácti svatých pomocníků (zaniklo), Martínkovice
31. Sloup se sochou Panny Marie na náměstí, Náchod
32. Sloup se sousoším Nejsvětější Trojice na náměstí, Náchod
33. Sloup se sochou Panny Marie (Immaculata), Nové Město nad Metují
34. Pilíř se sousoším Nejsvětější Trojice, Husovo náměstí, Nové Město nad Metují
35. Pilíř se sochou Panny Marie (Immaculata) na náměstí, Nový Hrádek
36. Sloup se sochou Panny Marie (Immaculata), Otovice
37. Pilíř s reliéfem Čtrnácti svatých pomocníků, Otovice
38. Pilíř se sousoším Nejsvětější Trojice a Korunování Panny Marie, Otovice
39. Sloup se sochou Panny Marie Bolestné, Police nad Metují
40. Pilíř se sochou svatého Václava "Na Strážnici", Police nad Metují
41. Pilíř se sousoším Nejsvětější Trojice, Ruprechtice
42. Sloup se sochou Panny Marie (Immaculata), Slatina nad Úpou
43. Sloup se sochou Panny Marie (Immaculata), Stárkov
44. Sloup se sochou Panny Marie, Svinišťany
45. Pilíř se sochou svatého Jana Nepomuckého, Šonov
46. Sloup s krucifixem u kostela, Teplice nad Metují
47. Sousoší Nejsvětější Trojice s reliéfem Zvěstování Panně Marii, Teplice nad Metují
48. Sloup se sochou Panny Marie Bolestné (zaniklo), Velká Ledhuje
49. Sloup se sochou Panny Marie Vambeřické (zaniklo), Velká Ledhuje
50. Pilíř se sousoším Loučení Krista s Marií, Velký Dřevíč
51. Pilíř s reliéfy, Vernéřovice
52. Pilíř se sousoším Nejsvětější Trojice, Zbečník
53. Sloup se sochou svatého Jana Nepomuckého, Zdoňov